# کازیمکارابکیر
کازیمکارابکیر (به ترکی استانبولی: Kazımkarabekir) یک منطقهٔ مسکونی در ترکیه است که در استان قرامان واقع شده‌است. کازیمکارابکیر ۱٬۰۴۴ متر بالاتر از سطح دریا واقع شده‌است.